# Roland Desnerck
Roland Desnerck (Oostende, 13 juli 1938) is een Vlaams schrijver. Hij is vooral bekend als lexicograaf van zijn Oostends woordenboek en zijn wetenschappelijke publicatie De Vlaamse Visserij.

## Het Oostends
Roland Desnerck, zoon van Gaston Desnerck,  heeft steeds interesse gehad voor het verschijnsel taal en voor heemkunde. Vandaar zijn levenswerk Oostends Woordenboek, dat in 2020 al vijf drukken gekend heeft. Op 15-jarige leeftijd was hij geestdriftig begonnen met dit werk dat zijn verdere leven zou beheersen.
In 1972 is er de eerste druk van het Oostends Woordenboek. Nog vier, telkens vermeerderde en verbeterde, drukken volgden in 1980, 1988, 2006 en 2022. Deze laatste editie telt 752 bladzijden.
In juni 2014 verscheen “Grenzeloos Oostends”, een etymologische zoektocht naar de oorsprong van vele te Oostende gebruikte woorden.
Dan volgden de jaren van drie vertalingen van Kuifjes-albums in het Oostends dialect die een overdonderend succes gekend hebben. Et doenker ejland  was de eerste vertaling waar hij zes maanden aan werkte omdat Kuiftsje in dit stripverhaal met de moale overvaart naar Engeland vanuit Oostende. Et radsel van den Ainhoorn en De sjhat van sjhetterrooje Rackham  volgden omdat een vloekende kapitein Haddock in een groot schip zich bijzonder goed leent voor een Oostendse vertaling.
In zijn werk, “80 Oostendse spookverhalen en wondervertellingen” brengt hij oude volksvertellingen uit de volksmond opgetekend of uit oude geschriften opgediept.
Lees ook de Wikipediapagina over Roland Desnerck in het Oostends dialect

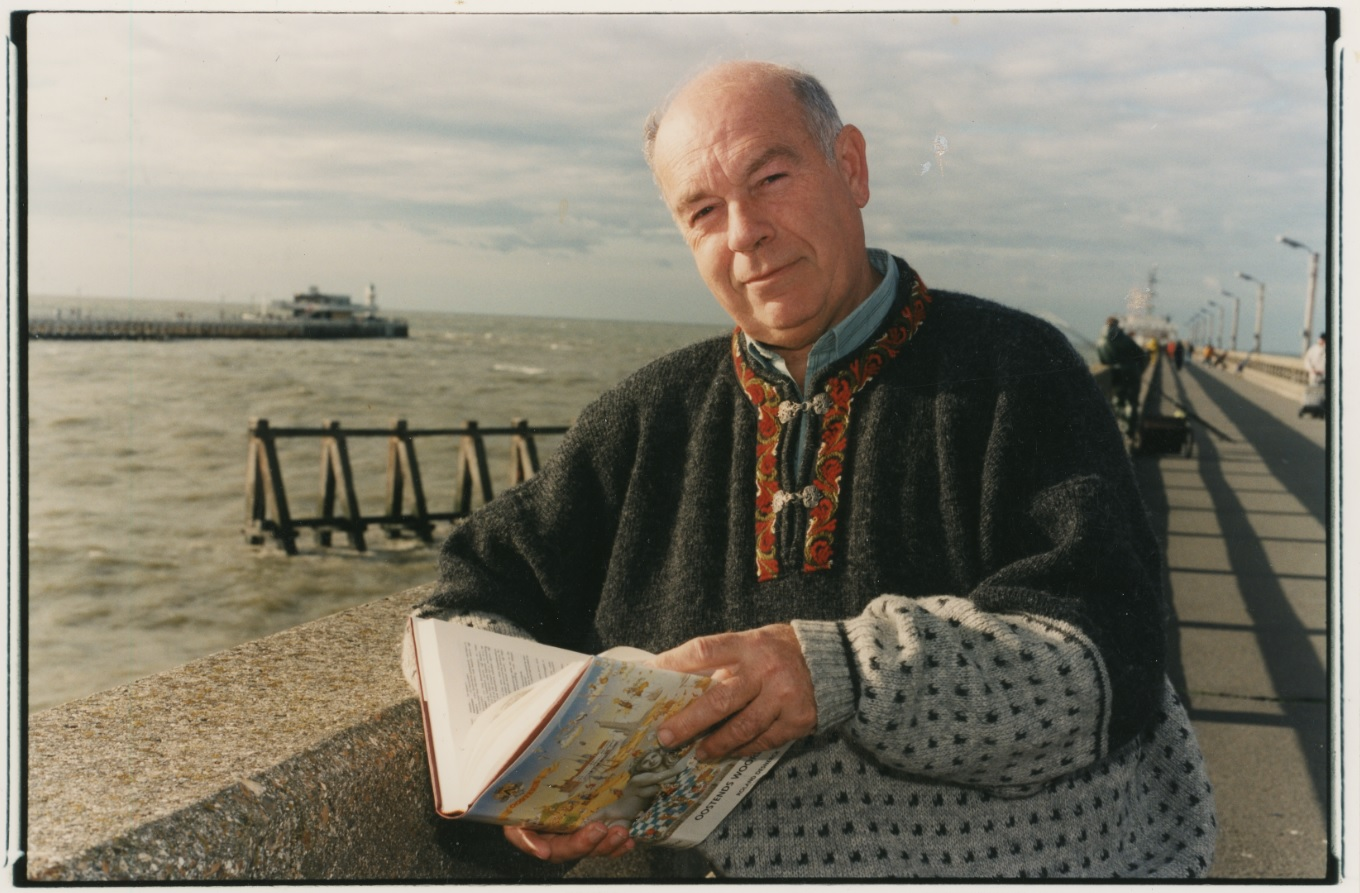
Roland Desnerck op het Westerstaketsel met zijn Oostends Woordenboek.

## De Visserij
In 1974 en 1976 verschenen de twee delen van het ook al lijvige “Vlaamse Visserij en Vissersvaartuigen” waarin meer dan 100 vissersvaartuigtypes aan bod komen. Ook dit boek betekende het redden van heel wat erfgoed.
Meer anekdotisch was “De Oostendse Visserij” waarin ook heel wat foto’s uit privécollecties. Dit werk kwam er in 1987.
In 2018 verschenen de eerste twee delen van de lijvige trilogie “Muzikaal Erfgoed van Oostende”, samen 1015 liederen over Oostende of ooit te Oostende gezongen. Een honderdtal liederen handelen over de zee of de visserij.
In mei 2019 verscheen het derde deel, “Klachtliederen” van de hierboven genoemde trilogie.

## Prijzen
- In 1987 kreeg hij voor zijn inzet op gebied van heemkunde, zijn reisbegeleidingen naar Frans-Vlaanderen en Picardie, zijn vele spreekbeurten, zijn publicaties… als allereerste de prijs van de Oostendse Kulturele Raad.
- Enkele jaren later ontving hij de prijs Het Gulden Spoor.
- In 1999 werd hij door de Oostendse Visserijwereld gehuldigd en in de bloemetjes gezet.
- In 2007 mocht hij de Gouden Mathille van de Oostendse Persclub in ontvangst nemen.
- In 2010 werd hij gevierd door De Vereniging van West-Vlaamse Schrijvers en het Oostendse Stadsbestuur; een boekje over het leven en het werk van Roland Desnerck was samengesteld door Jooris Van Hulle.
- Eind 2019 werd hij geridderd in de orde van het dialectgenootschap "Bachten De Kuupe".

## Publicaties
- 1955  Er drukt een geheim op Ameland
- 1972  Oostends Woordenboek, eerste druk
- 1974  Vlaamse Visserij, De havens (samen met vader Gaston)
- 1976  Vlaamse Visserij, De vaartuigen (samen met vader Gaston)
- 1980  Oostends Woordenboek, tweede druk
- 1987  De Oostendse Visserij
- 1988  Oostende Binnenste Buiten (samen met F. Vandenbussche)
- 1988  Oostends Woordenboek, derde druk
- 1988  Poster met 112 Oostendse Uitdrukkingen (samen met Daubi)
- 1990  Twee Bokalen
- 1995  Wablief (samen met Marie-Jeanne Clement)
- 2000  CD “De Rulders” (oude Oostendse liedjes)
- 2006  Oostends Woordenboek, vierde druk
- 2007  Kuifje in het Oostends Et doenker éjland
- 2009  Kuifje in het Oostends Et radsel van den ainhoorn
- 2009  Kuifje in het Oostends De sjhat van sjhétterrooje Rackham
- 2011  Poster met 112 Oostendse Uitdrukkingen, herdruk
- 2011  Woordenboek Nederlands – Oostends
- 2012  Ostêns voe begunners én angespoelde (samen met R. Van Elslander en F. Vandenbussche)
- 2014  Grenzeloos Oostends
- 2014  80 Oostendse Spookverhalen en Wondervertellingen
- 2018  Muzikaal Erfgoed van Oostende, een trilogie
- 2022 Oostends Woordenboek, sterk vermeerderde uitgave en illustraties van Frederik Schmitt
- 2022 Klaps Én Zégsels, poster met 70 Oostendse spreekwoorden i.s.m. Frederik Schmitt
- 2022 Nero in het Oostends De Roesjhoart